# 邱文彦
邱 文彦（きゅう ぶんげん、1953年7月17日 - ）は、中華民国（台湾）の政治家。立法委員、環境省副大臣。台湾屏東県内埔出身の客家人。国立台湾海洋大学教授で、海洋政策、海洋治理、湿地生態保育等関連区域を研究する。

## 生涯実績
・国立成功大学都市計画学科、国立中興大学法商学院（現在の国立台北大学）にて修士（都市計画）を取得。「環境保護法学門」の公費留学に合格し、米国ペンシルベニア大学にて修士（都市および区域計画）および博士号を取得する。
・帰国の後、国立中山大学海洋環境及び工程学科、国立台湾海洋大学海洋事務および資源管理研究所の教授を務めた。
・1994年から台湾を代表してアジア太平洋経済協力（APEC）の海洋資源保育ワーキンググループに出席し、『APEC海洋資源保育及び漁業聯合特刊』（APEC Bulletin on Marine Resource Conservation and Fisheries）の編集を担当した。
・1995年から行政院環境保護署環境影響評価専案チームの委員を務め、海岸地区重大開発案件の審査をした。長年にわたり海洋教育および環境政策を促進し、環境教育法の確立に努め、左営洲仔濕地、東沙海洋公園など多くの計画を促進した。
・環境保護団体のバックグラウンドがあり、中華民国湿地保護聯盟理事長、海洋台湾文教基金会執行長、海洋汚染防治協会理事長およびイルカ保育協会理事を務めた。
・環境教育、環境規格および管理、海洋政策、海岸管理、都市および区域計画、自然保育、湿地生態保護、海洋文化資産、海洋資源保育事務を専門とする。
趣味は幅広く、写真撮影と素描を好む。環境倫理は生態環境の継続可能経営基礎に基づくべきであると主張し、山林から海洋まで全面的な国土計画、海岸法、海洋法、湿地保護法および温室気体減量も合理的に促進すべきであると考えている。

海洋学者として、多くのオーシャン・ブループリント（Ocean Blueprint）を起草した。1996年に「海洋国家のビジョン（海洋国家的願景）」、2000年に「海洋事務部設立構想書（海洋事務部籌設構想書）、2006年に「海洋政策白書」、2007年に「海洋教育白書」、2008年に「ブルー革命、海洋興国」政策を提唱した。また、2002年には「ゴールデン10年、国家ビジョン」に関する海洋と湿地生態の保護政策などに参与し、黄煌雄と3回の「海洋と台湾セミナー」を主催した。自由中国号救助アクションに参加した経験もある。

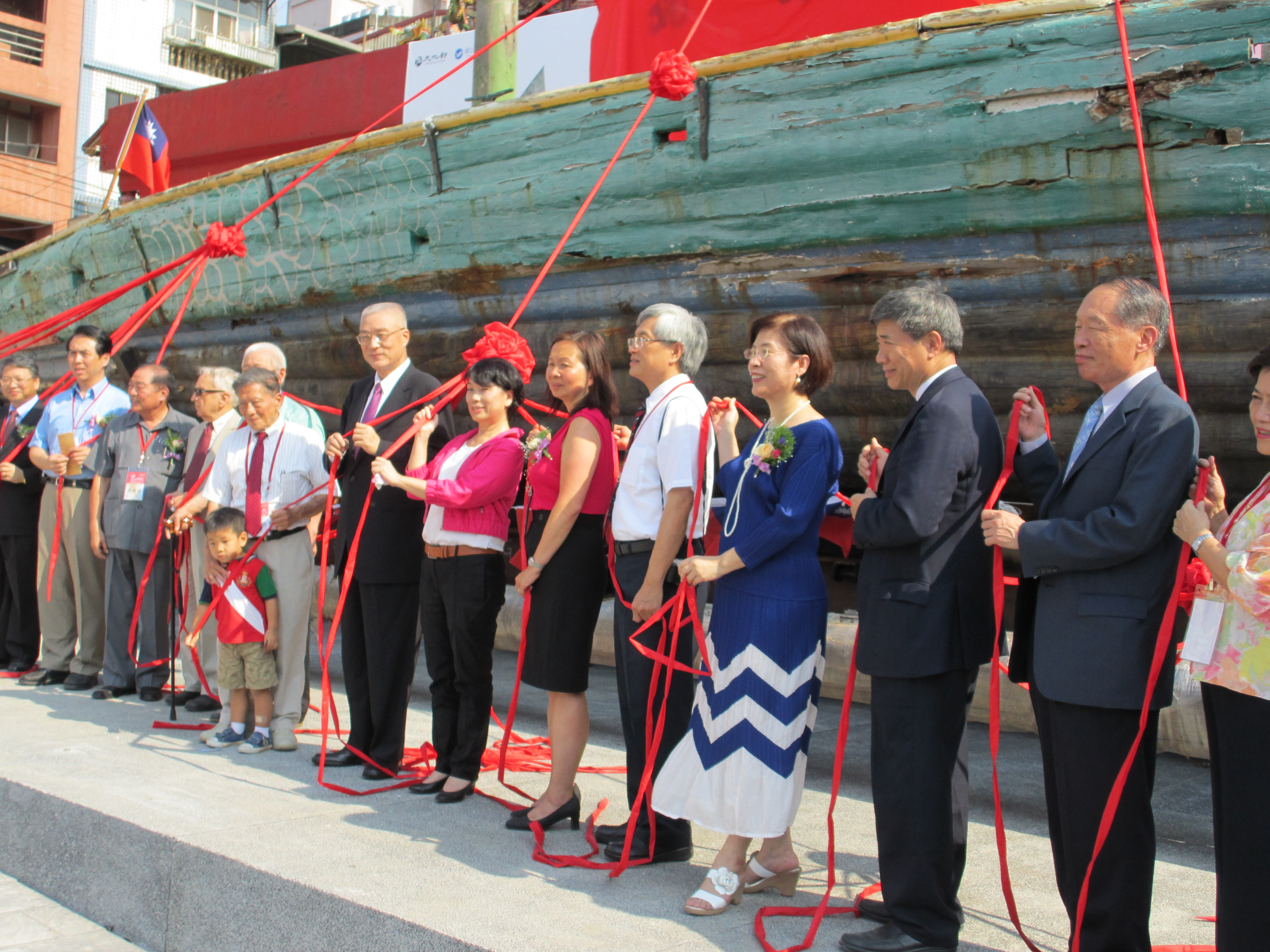
自由中國號木船回台典禮

2008年8月に行政院環境保護署副署長に任命された。2011年11月に中国国民党で立法委員選挙不分区立法委員の第5位にノミネートされた。2015年6月10日に台湾ドイツ議会友好協会が設立された際、初代会長に就いた。2015年、成功大学の104年度優秀（傑出）成就賞を受賞した。

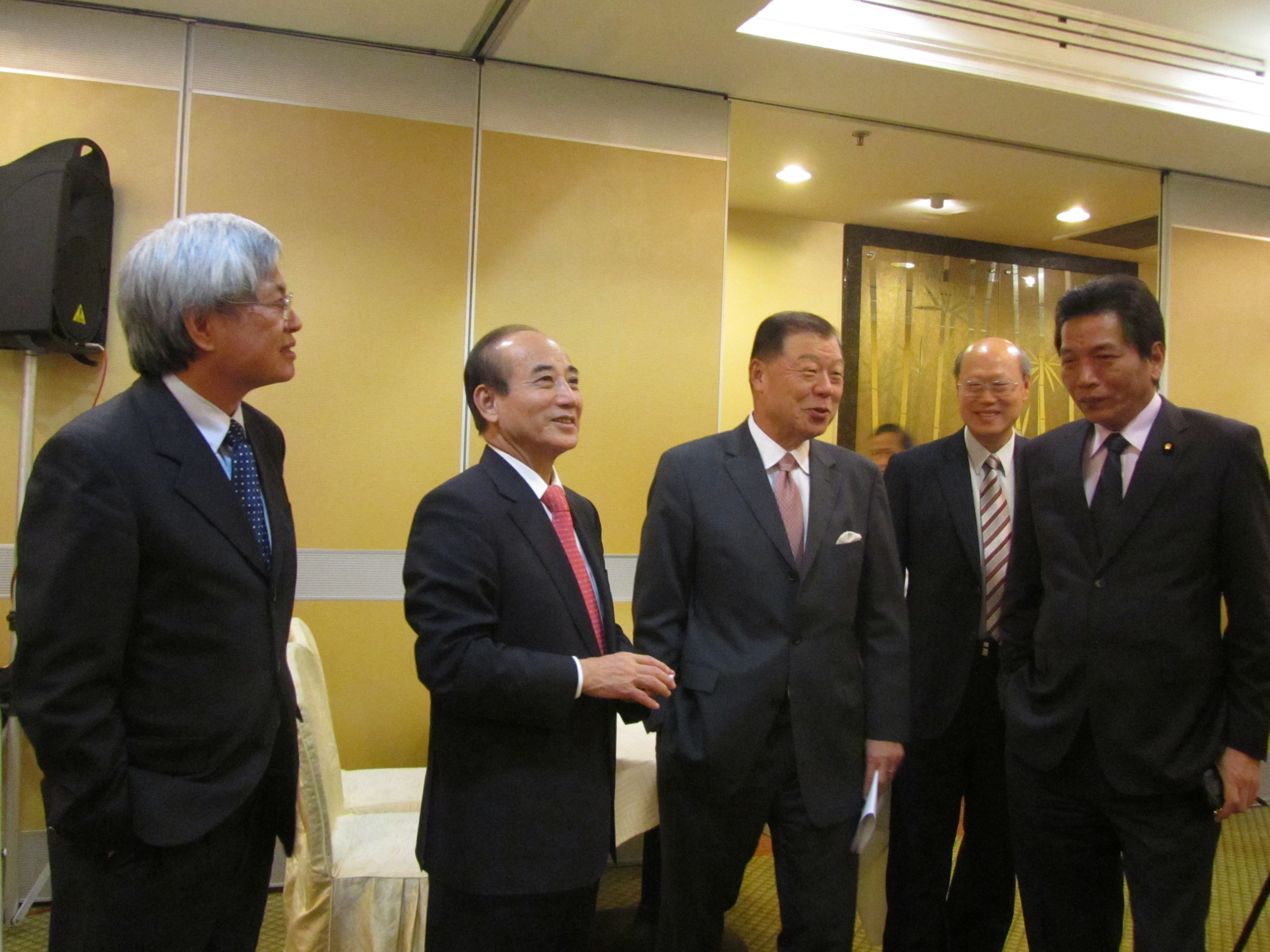
立法委員進行國會外交

## 学歴
- ペンシルベニア大学都市および区域計画博士、修士学位取得
- 国立中興大学都市計画研究所修士
- 国立成功大学都市計画系学士

## 専門分野
海洋政策、海岸管理、湿地生態保育、気候変動、環境保護、都市および区域規画、水下文化資産

## 経歴
- 第8回全国区域立法委員
- 行政院環境保護署政務副署長
- 国立台湾海洋大学海洋事務および資源管理研究所教授兼所長
- 国立中山大学海洋環境および工程学科副教授
- 総統府国土保育及び開発コンサル委員会委員
- 行政院国家継続発展可能委員会委員、副執行長
- 行政院環保署環境影響評估委員会副主任委員[1]
- 行政院海洋事務推動委員会委員
- 行政院公共工程委員会生態工法委員会委員
- 農業委員会野生動物保育コンサル委員
- 内政部区域計画委員会、都市計画委員会、都市更新委員会委員
- 高雄県、高雄市、屏東県の三県市都市計画委員会委員、県（市）政顧問
- 中華民国湿地生態保護聯盟理事長
- 中華民国海洋汚染防治協会理事長
- 海洋台湾文教基金会執行長

## 主要提案および成立法案
- 環境教育法（2010年）
- 湿地生態保育法（2013年）
- 原住民族委員会組織法（2014年）
- 海岸管理法（2015年）
- 森林法（樹木保護専章）（2015年）
- 博物館法（2015年）
- 温室気体減量および管理法（2015年）
- 海洋委員会 組織四法（海洋委員会、海巡署、海洋保育署、国家海洋研究院）（2015年）
- 水下文化資産保存法（2015年）
- 国土計画法（2015年）

また、流域綜合治理特別条例の審議に参加し、2014年1月14日に法案成立。

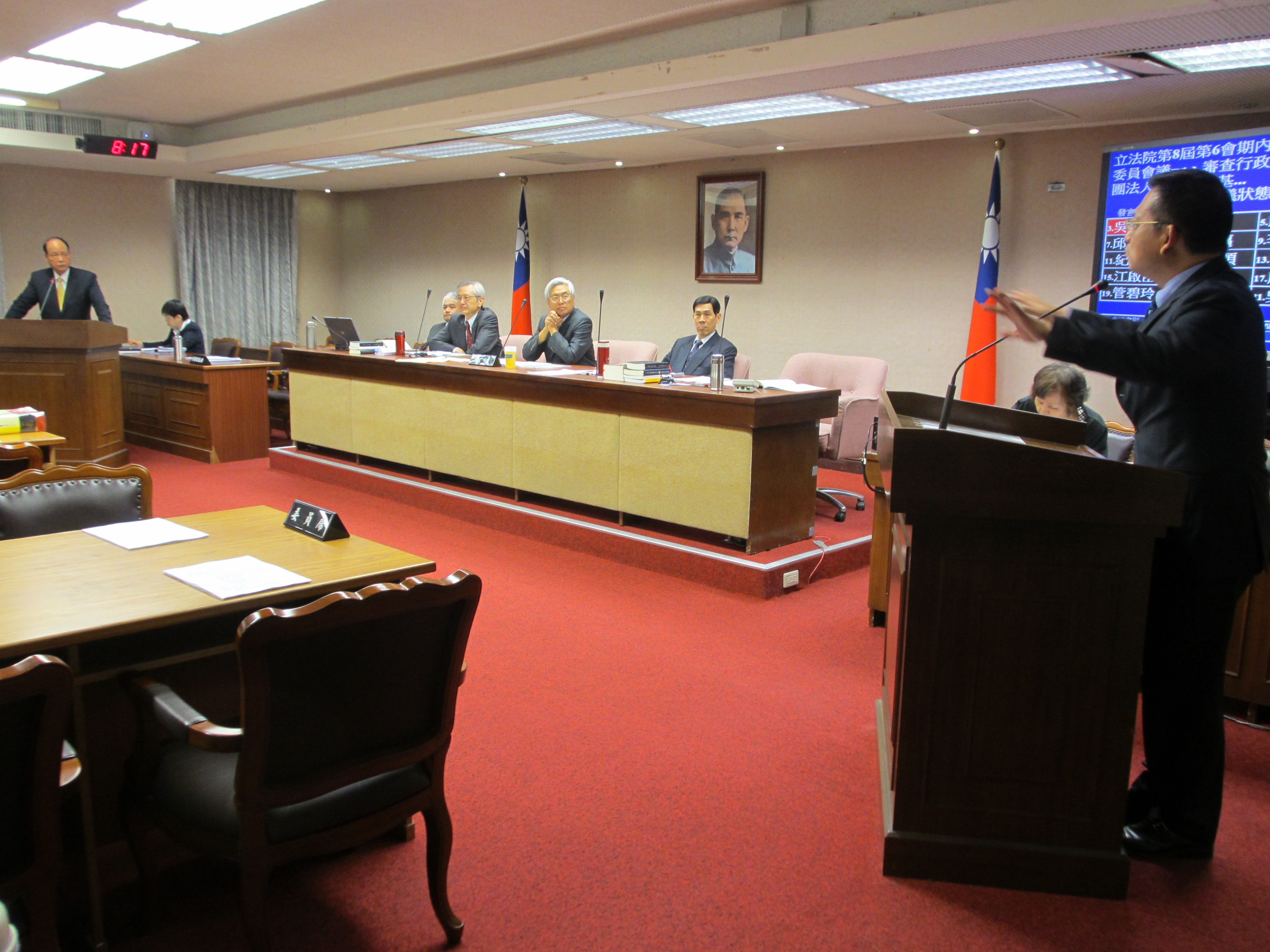
立法院內政委員會質詢情形

その他の提案法案：都市更新条例修正草案、景観法、景観師法、海域管理法、文化資産保存法修正草案、河川復育および汚染整治特別条例、原住民族土地および海城法、など
邱文彦は海上電子マップの作成を促進している。また、東シナ海、南シナ海の紛争について、関係各国の共同管理を呼びかけている。そして、「平和」と「海洋保護区」を概念に、各国は暫時争議を置き、積極的に協議を進めなければならないことを呼びかけ、共同して東シナ海と南シナ海による「国際海洋平和公園」の準備と設立を提案している。

## 逸話
邱文彦は成功大学に在学中、美術社（サークル）の社長職を務め、郭柏川教授の素描、馬電飛教授の水彩、蔡茂松教授の国画、および王家誠教授の設計課程を修得した。南部の「七県市水墨写生コンテスト」で大学および社会人の部の第1位を獲得したこともある。この作品は、台南市社教館に収蔵されている。この他、全国予備軍人「青渓文芸賞」国画類の1等賞「金環賞」を受賞している。ボールペンの画作は一部が『邱文彦行旅隨筆』に収録されている。